# Terorism de dreapta
Terorismul de dreapta sau terorismul de extremă-dreapta este un tip de terorism motivat de diverse ideologii de dreapta și extremă-dreapta, cu precădere de neonazism, neofascism, naționalism alb, separatism alb, naționalism etnic, naționalism religios și convingeri antiguvernamentale. Mișcările antiavort⁠(d) și antitaxe⁠(d) stau uneori la baza unor astfel de acte. Terorismul modern de dreapta a apărut la început în America de Nord în perioada Reconstrucției (1863-1877) și mai târziu în Europa Occidentală și Centrală (anii 1970). Ca urmare a destrămării Uniunii Sovietice în 1991, acesta a apărut și în Europa de Est.
Teroriștii de dreapta au ca scop deturnarea guvernelor și înlocuirea lor cu regimuri naționaliste și/sau fasciste. Deși sunt deseori inspirați de Italia Fascistă sau Germania Nazistă, grupurilor asociate terorismului de dreapta le lipsește frecvent fundamentul ideologic.

## Cauze

### Economia
Economistul german Amin Falk et al. au redactat în 2011 un articol în care se preciza că există o corelație între crimele comise de extremiștii de dreapta - inclusiv atacurile rasiste și cele îndreptate împotriva străinilor - și ratele șomajului, cele două fiind direct proporționale.

### Politicile populiste de dreapta
În 2016, Thomas Greven a sugerat că populismul de dreapta este cauza terorismului de dreapta. Altfel spus, populismul susține dezvoltarea „cetățeanului obișnuit” și nu a programelor elite privilegiate. Greven definește populiștii de dreapta ca fiind cei care susțin etnocentrismul și se opun imigrației. Deoarece acest curent a dezvoltat un climat de tipul „noi versus ei”, există șanse mari ca terorismul să aibă loc. Discursurile lui Donald Trump despre terorismul islamist a marginalizat terorismul de dreapta din Statele Unite, deși atacurile comise de aceștia le depășesc pe cele islamiste și cele de stânga⁠(d).
Ca urmare a atacului din Christchurch de la moscheea Al Noor și Centrul Islamic Linwood în Noua Zeelandă comis de teroristul Brenton Harrison Tarrant, expertul în terorism din cadrul Universității Deakin, Grag Barton, a declarat că „mediul politic toxic a permis ca ura să prospere”. Precizând că deși extremismul de dreapta din Australia nu este atât de serios pe cât sunt mișcările neonaziste din Europa sau diversele tipuri de supremație albă și naționalism din politica americană, ambele partide au încercat să obțină voturi prin utilizarea unui limbaj dur și susținerea unor politici inumane care par specifice discursului populist.

### Grupuri extremiste
Conform lui Mogahdam și Eubank (2006), mișcările asociate cu terorismul de dreapta includ grupuri de skinhead⁠(d),huligani⁠(d) de extremă-dreapta și simpatizanții acestora. „Intelectualii ideologi” ai terorismului de dreapta adoptă convingerea că statul trebuie „să se descotorosească de elementele străine care îl subminează” astfel încât acesta să-și poată „avea grijă de cetățenii săi naturali”.
În Australia, experții și polițiștii au comentat faptul că autoritățile statului eșuează în a acționa împotriva radicalizării de extremă-dreapta în timp ce guvernul a jurat că va examina și va pune presiune pe indivizii și grupurile cu convingeri extremiste de dreapta. Mike Pezzullo, ministrul afacerilor interne, a declarat în timpul unei comisii din parlamentul australian că presiunea pusă pe supremaciști se va intensifica. La o săptămână după atentatul din Christchurch, Noua Zeelandă, s-a descoperit că responsabilul, Brenton Harrison Tarrant, a fost activ pe paginile de Facebook a două grupuri naționaliste australiene - United Patriots Front și True Blue Crew - unde îl lăuda pe liderul neonazist al UPF, Blair Cotrell. Lads Society, un grup de lupte format din naționaliști albi și susținut financiar de Cottrell, l-au invitat pe Tarrant să se înscrie, însă acesta din urmă a refuzat.
În Statele Unite, Brian Levin, directorul Centrului de Studii al Urii și Extremismului în cadrul Universității de Stat din California la San Bernardino li fost ofițer de poliție al NYPD, menționează cu privire la creșterea naționalismul alb că este o consecință a climatului politic puternic polarizat care „a oferit o oportunitate pentru bigoții violenți, atât online, cât și offline. Vremurile schimbătoare, frica și conflictul oferă extremiștilor și conspiratorilor șansa de a se prezenta ca pe o alternativă la alegerile tradiționale”. Acesta citează convingerea fostul agent FBI Erroll Southers conform căreia supremația albă „se răspândește la nivel global într-un ritm foarte rapid”, iar guvernul ar trebui să ia măsuri și să investigheze extremismul local. Sociologii Universității Dayton menționează că naținalismul alb specific Statelor Unite s-a răspândit și în alte țări. Mai mult, islamofobia atacatorului din Christchurch este influențată de naționalismul american.
Organizația Anti-Defamation League raportează că propaganda supremacistă și procesele de recrutare derulate în vecinătatea campusurilor universitatare s-au intensificat puternic (1.187 de incidente în 2018 față de 421 în 2017). Strategiile extremiștilor de dreapta se bazează pe distribuirea de broșuri, ritualuri violente și petreceri pentru a recruta, concentrându-se asupra tinerilor violenți și marginalizați care încearcă să-și rezolve problemele. Cea mai productivă metodă de recrutare rămâne însă muzica extremistă. Factorii de risc sunt în general expunerea la rasism în copilărie, familii disfuncționale (divorț), abuz fizic, emoțional și sexual, neglijare și deziluzie.